# Hjalmar Söderberg
Hjalmar Söderberg ( PRONÚNCIA; Estocolmo, 2 de julho de 1869 – Copenhaga, 14 de outubro de 1941) foi um escritor e jornalista sueco. O seu estilo é claro e conciso, com um fundo irónico e melancólico.

## Carácter da obra
Influenciado pelo impressionismo e pelos decadentistas, empregou na sua narrativa (grande parte com fundo autobiográfico) a ironia como forma de atacar a falta de sentido da existência. Articulista incansável, abordou com um cunho progressista a temática contemporânea. Também é autor de dramas e obras de história das religiões.

## Legado
Hjalmar Söderberg é considerado um dos maiores escritores da literatura sueca. Suas obras ainda são amplamente lidas e frequentemente publicadas em novas edições. Suas obras estão traduzidas para mais de vinte idiomas. Entre os seus livros mais conhecidos estão: Doktor Glas ("O Doutor Glas"; 1905) e Den allvarsamma leken ("O jogo sério"; 1912). 

## Citações
- "Eu acredito na luxúria da carne e no isolamento incurável da alma." (De Doctor Glas, mais tarde usado em Gertrud)
- "A pessoa quer ser amada, na falta dela admirada, na falta dela temida, na falta dela odiada e desprezada. A pessoa quer instilar algum tipo de emoção nas pessoas. (De Doctor Glas)

## Obras principais
- Förvillelser (1895) - "Delírios"
- Historietter (1898) - "Histórias Curtas"
- Martin Bircks ungdom (1901) - "A juventude de Martin Birck"
- Främlingarne (1903) - "Os Estranhos"
- Doktor Glas (1905) - "O Doutor Glas"[9]
- Gertrud (1906) (peça em três atos)
- Det mörknar över vägen (1907) - "Está escurecendo na estrada"
- Valda sidor (1908) - "Taken Sides"
- Hjärtats oro (1909) - "Preocupação do Coração"
- Den allvarsamma leken (1912) - "O jogo sério"[10]
- Aftonstjärnan (1912) - "The Evening Star" (peça em um ato)
- Den talangfulla draken (1913) - "O Dragão Talentoso"
- Jahves eld (1918) - "O Fogo de Jahve"
- Ödestimmen (1922) - "The Hour of Destiny" (peça em três atos)
- Jesus Barabbas. Memoarer de Ur löjtnant Jägerstams (1928) - "Jesus Barrabás"
- Resan till Rom (1929) - "Viagem a Roma"
- Den förvandlade Messias (1932) - "O Messias Mudado / Transformado"